# Rio Open 2016
Die Rio Open 2016 waren ein Tennisturnier der WTA Tour 2016 für Damen und ein Tennisturnier der ATP World Tour 2016 für Herren, welche zeitgleich vom 13. bis 21. Februar 2016 in Rio de Janeiro stattfanden.

## Herrenturnier
→ Qualifikation: Rio Open 2016/Herren/Qualifikation

## Damenturnier
→ Qualifikation: Rio Open 2016/Damen/Qualifikation